# Reprezentacja Francji U-21 w piłce nożnej mężczyzn
Reprezentacja Francji U-21 w piłce nożnej – młodzieżowa reprezentacja Francji sterowana przez Fédération Française de Football. Do tej pory dziewięciokrotnie zakwalifikowała się do Mistrzostw Europy U-21.
21 sierpnia 2023 trenerem drużyny został Thierry Henry.

## Występy w ME U-21
- 1978: Nie zakwalifikowała się
- 1980: Nie zakwalifikowała się
- 1982: 1/4
- 1984: 1/4
- 1986: 1/4
- 1988: Zwycięstwo
- 1990: Nie zakwalifikowała się
- 1992: Nie zakwalifikowała się
- 1994: 4. miejsce
- 1996: 3. miejsce
- 1998: Nie zakwalifikowała się
- 2000: Nie zakwalifikowała się
- 2002: 2. miejsce
- 2004: Nie zakwalifikowała się
- 2006: 4. miejsce
- 2007: Nie zakwalifikowała się
- 2009: Nie zakwalifikowała się
- 2011: Nie zakwalifikowała się
- 2013: Nie zakwalifikowała się
- 2015: Nie zakwalifikowała się
- 2017: Nie zakwalifikowała się
- 2019: Półfinał
- 2021: Ćwierćfinał